# 徳島県立総合大学校
徳島県立総合大学校（とくしまけんりつそうごうだいがっこう）は、徳島県徳島市南庄町に本部を置く生涯学習の施設である。通称はまなびーあ徳島。

## 概要
2008年（平成20年）6月8日に設立。
徳島市にある徳島県自治研修センターと板野郡板野町の徳島県立総合教育センターの2箇所を本部とし、2つの専門コース、8学部、南部校・西部校から構成されている。

## 施設
- 本部：徳島県徳島市南庄町5丁目77-1（徳島県自治研修センター内）及び徳島県立総合教育センター。
- 南部校：南部総合県民局
- 西部校：西部総合県民局
- 学部：教育社会学部、防災減災学部、総合政策学部、生活環境学部、文化芸術学部、健康福祉学部、男女共同参画学部、産業経済学部